# Nicolás Benedetti
Nicolás „Nico” Benedetti Roa (ur. 25 kwietnia 1997 w Cali) – kolumbijski piłkarz grający na pozycji ofensywnego pomocnika lub skrzydłowego w meksykańskim klubie Mazatlán FC.

## Kariera klubowa

### Deportivo Cali
Benedettiego przeniesiono do pierwszej drużyny Deportivo Cali 1 stycznia 2015 roku. Zadebiutował on dla tego zespołu 18 lipca 2017 roku w meczu z CD La Equidad (wyg. 1:2), zdobywając również swoją pierwszą bramkę. Łącznie w bawach Deportivo Cali Kolumbijczyk wystąpił w 119 spotkaniach, strzelając 17 goli.

### Club América
Benedetti przeszedł do Club América 30 stycznia 2019 roku za 5,23 mln €. Debiut dla tego klubu zaliczył on 6 lutego 2019 roku w wygranym 3:1 spotkaniu przeciwko Club Necaxa. Pierwszego gola zawodnik ten strzelił 27 lutego 2019 roku w meczu z CF Pachuca (wyg. 5:2). Łącznie dla Club América Kolumbijczyk rozegrał 41 meczów, zdobywając 7 bramek.

### Mazatlán FC
Benedettiego wypożyczono do Mazatlán FC 1 stycznia 2022. Zadebiutował on dla tego zespołu 10 stycznia 2022 w przegranym 3:0 spotkaniu przeciwko Chivas de Guadalajara.

## Kariera reprezentacyjna
| Mecze i gole w reprezentacji | Mecze i gole w reprezentacji | Mecze i gole w reprezentacji | Mecze i gole w reprezentacji | Mecze i gole w reprezentacji | Mecze i gole w reprezentacji | Mecze i gole w reprezentacji | Mecze i gole w reprezentacji                                 |
| Kolumbia U-23                | Kolumbia U-23                | Kolumbia U-23                | Kolumbia U-23                | Kolumbia U-23                | Kolumbia U-23                | Kolumbia U-23                | Kolumbia U-23                                                |
| Lp.                          | Data                         | Miejsce                      | Gospodarz                    | Gość                         | Wynik                        | Gol                          | Rozgrywki                                                    |
| ---------------------------- | ---------------------------- | ---------------------------- | ---------------------------- | ---------------------------- | ---------------------------- | ---------------------------- | ------------------------------------------------------------ |
| 1.                           | 17.11.2019                   | Hiroszima                    | Japonia U-22                 | Kolumbia U-23                | 0:2                          |                              | Mecz towarzyski                                              |
| 2.                           | 19.01.2020                   | Pereira                      | Kolumbia U-23                | Argentyna U-23               | 1:2                          |                              | Kwalifikacje do Letnich Igrzysk Olimpijskich 2020 (CONMEBOL) |
| 3.                           | 22.01.2020                   | Armenia                      | Kolumbia U-23                | Ekwador U-23                 | 4:0                          | Gol                          | Kwalifikacje do Letnich Igrzysk Olimpijskich 2020 (CONMEBOL) |
| 4.                           | 28.01.2020                   | Pereira                      | Kolumbia U-23                | Wenezuela U-23               | 2:1                          |                              | Kwalifikacje do Letnich Igrzysk Olimpijskich 2020 (CONMEBOL) |
| 5.                           | 31.01.2020                   | Pereira                      | Kolumbia U-23                | Chile U-23                   | 0:0                          |                              | Kwalifikacje do Letnich Igrzysk Olimpijskich 2020 (CONMEBOL) |
| 6.                           | 04.02.2020                   | Bucaramanga                  | Kolumbia U-23                | Brazylia U-23                | 1:1                          |                              | Kwalifikacje do Letnich Igrzysk Olimpijskich 2020 (CONMEBOL) |
| 7.                           | 07.02.2020                   | Bucaramanga                  | Kolumbia U-23                | Argentyna U-23               | 1:2                          |                              | Kwalifikacje do Letnich Igrzysk Olimpijskich 2020 (CONMEBOL) |
| 8.                           | 10.02.2020                   | Bucaramanga                  | Kolumbia U-23                | Urugwaj U-23                 | 1:3                          |                              | Kwalifikacje do Letnich Igrzysk Olimpijskich 2020 (CONMEBOL) |
| Kolumbia                     |                              |                              |                              |                              |                              |                              |                                                              |
| Lp.                          | Data                         | Miejsce                      | Gospodarz                    | Gość                         | Wynik                        | Gol                          | Rozgrywki                                                    |
| 1.                           | 12.09.2018                   | East Rutherford              | Argentyna                    | Kolumbia                     | 0:0                          |                              | Kwalifikacje do Letnich Igrzysk Olimpijskich 2020 (CONMEBOL) |

## Sukcesy
Sukcesy w karierze klubowej:
- Categoría Primera A – 1x, z Deportivo Cali, sezon 2015 (Apertura)
- Cuadrangular Pereira – 1x, z Deportivo Cali, sezon 2018
- Liga MX – 1x, z Club América, sezon 2018/2019 (Apertura)
- Copa MX – 1x, z Club América, sezon 2018/2019 (Clausura)
- Campeón de Campeones – 1x, z Club América, sezon 2018/2019
- Superliga Colombiana – 1x, z Deportivo Cali, sezon 2016
- Campeones Cup – 1x, z Club América, sezon 2019
- Liga MX – 1x, z Club América, sezon 2019/2020